# جو ماسون (لاعب كرة قدم)
جو ماسون (بالإنجليزية: Joe Mason)‏ (17 أغسطس 1940 في المملكة المتحدة - ) هو لاعب كرة قدم بريطاني في مركز الوسط. لعب مع نادي رينجرز.

## وصلات خارجية
- جو ماسون على موقع قاعدة بيانات كرة القدم.إي يو (الإنجليزية)